# أنجيلا تايلور
أنجيلا تايلور (بالإنجليزية: Angela Taylor) هي منافسة ألعاب القوى أمريكية، ولدت في 16 مارس 1965.